# 雲鑼

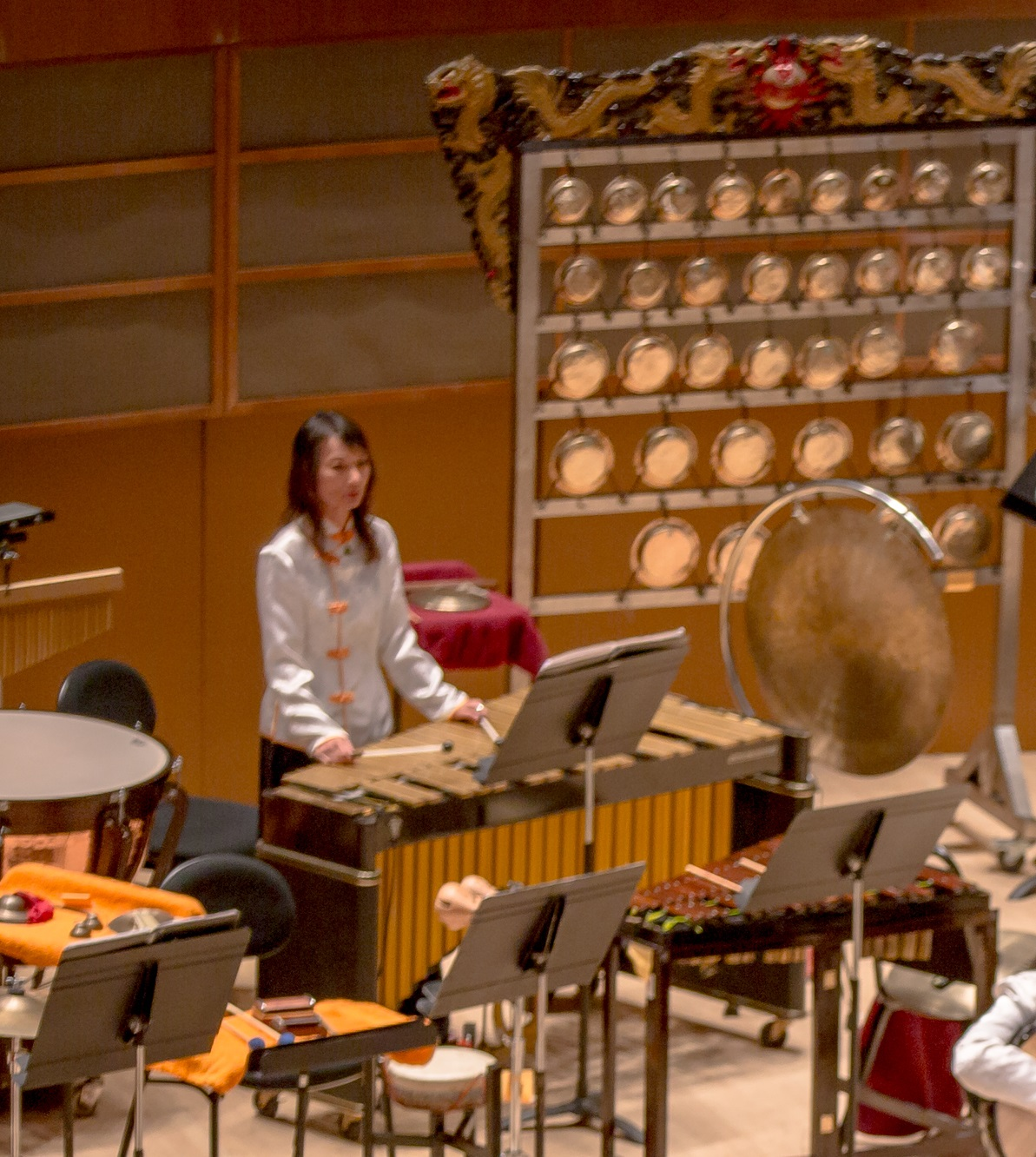
現代の管弦楽用の大型の雲鑼

雲鑼（うんら）は、中国の伝統的な体鳴楽器。枠に並べた小さな銅鑼を槌で鳴らすことによって旋律を演奏することができる。中国および韓国で現在も使われる。日本でも明清楽で使われた。

## 構造
伝統的な雲鑼は、音高の異なる銅製の小さな円盤（鑼、10面のものが最も多い）を木製の枠の中に並べたもので、枠の下部につけられた柄を片手で持ち、もう一方の手に槌を持ってたたく方式（行楽）と、枠を固定して両手でたたく方式（坐楽）がある。
音高は地域によってさまざまに異なるが、音域は通常1オクターブ強である。それぞれの鑼の大きさは同じだが、厚さを変えることで音高を変えている。
近代には民族管弦楽団で使用するために面数の多い大型の雲鑼が作られた。1975年に上海電影楽団が初演した「鋼水奔流」は、26面の雲鑼のための3楽章からなる協奏曲である。さらに大きな37面の雲鑼も存在する。これらの大型の雲鑼では低音部に大きな鑼を使用する。

## 歴史
『元史』によれば、元の宮廷の宴楽では、小さな銅鑼13個を木枠に収め、左手で持って右手に持った槌でたたく「雲璈」（うんごう）という楽器が使われていた。これが現在の雲鑼の元であると考えられる。ただし、元代の壁画に描かれた雲鑼は銅鑼の面数が一定せず、10枚のものもあれば14枚のものもある。
それ以前の宋に雲鑼があったかどうかは議論がある。蘇漢臣が描いたという「貨郎図」（台湾の国立故宮博物院蔵）に十面の雲鑼が描かれているという説があるが、この絵は元代以降のものだという。しかし、四川省南江から出土した宋代の数面の鑼は雲鑼かもしれないという。
中国の雅楽では原則として使われないが、清の雅楽の一種である丹陛楽では方響とともに雲鑼が使われている。

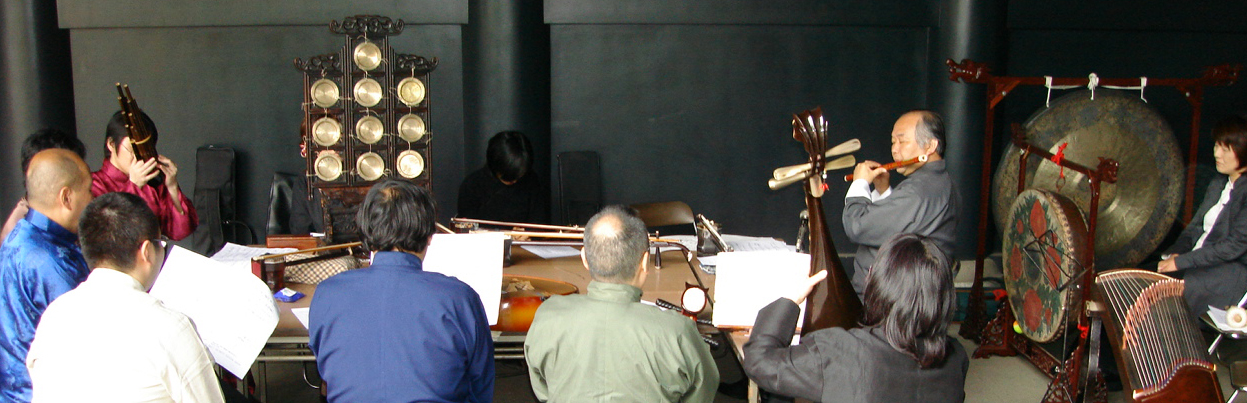
湯島聖堂での明楽の演奏(坂田古典音楽研究所)。2008.4.20撮影。10面の雲鑼が見える

## 朝鮮における雲鑼
韓国の伝統音楽の「国楽」でも使用される。国楽器のなかでは、比較的新しく広まったもの。中国から伝来した時期については明確には分かっておらず、李氏朝鮮時代の代表的な音楽書である『楽学軌範』（1493年）に記載がなく、李氏朝鮮後期の文献に現れることから推定するほかない。
銅製の銅鑼を10枚、木の枠に吊り下げたような構造をしている。銅鑼は中央上部に1枚、その下に3行3列の計10枚ある。下の行の銅鑼は音程が低く、同じ行ならば1列から3列に向かって音程が高くなる。中央上部の銅鑼が最も音程が高い。これらを両手または片手に持ったバチで叩いて演奏する。
雲鑼は他の打楽器と一緒に演奏されることが多く、単独で使用する楽曲はほとんどない。守門将（宮廷や城門を守る武官）の交代や、御駕（王が乗る輿）の行列を再現した行事の際、行進曲で使われる。